# Kardiologi
Kardiologi (af græsk: καρδίᾱ, kardiā (hjerte) og -λογία, -logia; direkte oversat læren om hjertet) betegner det lægevidenskabelige speciale, der beskæftiger sig med hjertet. Specialet omfatter diagnosticering og behandling af hjertesygdomme, herunder sygdomme i kranspulsårerne, medfødte hjertefejl, koronarsklerose, hjertesvigt samt hjertets elektrofysiologi (elektrokardiogrammer). Læger, der er specialiseret i dette område kaldes kardiologer, hvilke ikke må forveksles med hjertekirurger. 
I Danmark blev kardiologi oprettet som særskilt speciale i 1950'erne. Hidtil havde kardiologi hørt under intern medicin. 
Blandt de mulige behandlinger indenfor feltet er ballonudvidelse, by-pass-operation, indoperering af pacemaker og hjertetransplantation.
Danske kardiologer har deres eget videnskabelige selskab, Dansk Cardiologisk Selskab (grundlagt 1960).